# David Peel
David Peel (Brooklyn, Nova Iorque, 1 de agosto de 1943 – 6 de abril de 2017), foi um músico estadunidense radicado em Nova Iorque que gravou, nos anos 60, com músicos como Harold Black, Billy Jo White e Larry Adams, com quem tocou numa banda chamada "The Lower East Side Band". Através de sua música cru, "street rock" acústico com letras sobre maconha e "policiais ruins", no começo, bastante parecido com hippie, o som e os valores DIY ("Do-It-Yourself", lema que significa "Faça você mesmo") fez dele um importante músico de punk rock.
Ele tocou com artistas desde B. B. King à Plastic Ono Band. O músico John Lennon mencionou David Peel na música "New York City". Lennon e sua esposa Yoko Ono, consequentemente, produziu o terceiro álbum de David Peel, The Pope Smokes Dope. Bastante frustrado como a censura das grandes gravadoras, David Peel fundou a Orange Records apenas para lançar suas próprias gravações e também a de milhares de artistas independentes como G.G. Allin & The Jabbers e Mozarts People. David Peel apareceu em vários filmes interpretando ele mesmo, incluindo Please Stand By (1974), Rude Awakening (1989) e High Times Potluck (2004).

## Discografia parcial
- Have a Marijuana
- The American Revolution
- The Pope Smokes Dope
- Santa Claus - Rooftop Junkie
- An Evening With David Peel
- Bring Back the Beatles
- King of Punk
- Death to Disco
- John Lennon for President
- 1984
- Search to Destroy
- John Lennon Forever
- Anarchy in New York City
- The Battle for New York
- War and Anarchy
- Legalize Marijuana
- Long Live the Grateful Dead
- Rock 'N' Roll Outlaw
- World War III